# BBC-Campana-Klasse
Die BBC-Campana-Klasse, BBC-Maine-Klasse und BBC-Carolina-Klasse sind drei Schiffsklassen mit zusammen 31 Mehrzweck-Schwergutfrachtern eines gemeinsamen Bautyps.

## Geschichte
Die Baureihe umfasst insgesamt 31 Einheiten, wovon neun Schiffe zur ersten Generation – BBC-Campana-Klasse –, 15 zur zweiten Generation –– BBC-Maine-Klasse – und sieben zur dritten Generation – BBC-Carolina-Klasse – gehören. Die Schiffe wurden alle von der in Leer ansässigen und zur Briese-Gruppe gehörenden Reederei BBC Chartering eingesetzt. Die Eignerstruktur der Schiffe war sehr unterschiedlich; einige Schiffe gehörten der Briese Schiffahrt, einige der Reederei Bockstiegel in Emden und einige der Beluga-Nachfolgereederei Hansa Heavy Lift. Bei HHL wurden diese Schiffe als F-Series bezeichnet. Die Schiffe wurden zwischen 2004 (BBC Campana) und 2011 (BBC Virginia) abgeliefert. Die beiden 2019 an die Spliethoff-Reederei verkauften Schiffe bilden dort einen Teil des H-Typs.

## Technische Daten
Alle Schiffe haben eine Tragfähigkeit von circa 12.780 tdw. Da die Schiffe aber von verschiedenen Werften gebaut wurden, gibt es hier gewisse Bautoleranzen.
Dennoch sind die verschiedenen Generationen weitestgehend identisch; der einzige größere Unterschied ist bei den Kranen zu finden. Während die erste Generation von 2004 bis 2007 2× 120-t-Krane (kombiniert 240 t) besitzt, die zweite Generation von 2007 bis 2010 mit 2× 150-t-Kranen (kombiniert 300 t) ausgestattet wurde, ist die von 2007 bis 2011 fast zeitgleich entstandene dritte Generation mit 2× 180-t-Kranen (kombiniert 360 t) ausgerüstet. Die Krane stammen vom Hersteller NMF.
Durch den 5.400 kW leistenden Schiffsdieselmotor von MaK liegt die maximale Geschwindigkeit dieses Schiffstyps bei etwa 15 kn. Der Rauminhalt des Laderaums beträgt 15.952 m³, die Tankdecke ist 2.810 m² groß und kann mit bis zu 16 t/m² beladen werden. Damit stehen die Schiffe auf der Schwelle zwischen reinen Mehrzweckfrachtern und Schwergutfrachtern, sind aber sehr vielseitig einsetzbar. Sie sind mit ihren Kranen nicht auf Suprastruktur angewiesen und durch den verhältnismäßig geringen Tiefgang von maximal 8 m können sie auch kleinere Häfen anlaufen.
Außerdem können 665 TEU, davon 50 Kühlcontainer geladen werden. Der Verbrauch liegt bei ca. 27,0 t HFO pro Tag auf See. Klassifiziert wurden die Schiffe vom Germanischen Lloyd.
Die Schiffe sind auch auf den Großen Seen in den USA und Kanada anzutreffen.

## Die Schiffe
Viele Schiffe wurden von der Reederei Beluga Shipping geordert. Ein Teil der Schiffe wurde bereits vor Ablieferung an andere Reedereien verkauft, ein anderer Teil erst nach Ablieferung.
Die BBC Steinhoeft sorgte für Aufsehen, als sie sich am 31. März 2011 im Sankt-Lorenz-Seeweg quergelegt hatte und die gesamte Schifffahrt zwischen Atlantik und Großen Seen für zehn Stunden zum Erliegen kam.
| Schiffsname                   | Bauwerft / Baunummer                                            | IMO-Nummer | Indienststellung | Auftraggeber            | Umbenennungen und Verbleib                                                            |
| ----------------------------- | --------------------------------------------------------------- | ---------- | ---------------- | ----------------------- | ------------------------------------------------------------------------------------- |
| Asian Cruiser                 | CSC Jiangdong Shipyard / JD12000-BC-1                           | 9291963    | 2004             | W. Bockstiegel Reederei | 2004: BBC Campana, so in Fahrt                                                        |
| BBC Ontario                   | China Changjiang Shipping Group Qingshan Shipyard / QS2002 0306 | 9312157    | 2004             | Krey Schiffahrt         | 2020: Fesco Uliss, so in Fahrt                                                        |
| Asian Voyager                 | CSC Jiangdong Shipyard / JD12000-BC-3                           | 9291975    | 2005             | W. Bockstiegel Reederei | 2005: BBC Plata, so in Fahrt                                                          |
| BBC Zarate                    | Taizhou Sanfu Ship Engineering / SF0079                         | 9337236    | 2007             | W. Bockstiegel Reederei | so in Fahrt                                                                           |
| BBC Maine                     | Taizhou Sanfu Ship Engineering / SF 0080                        | 9357200    | 2007             | W. Bockstiegel Reederei | so in Fahrt                                                                           |
| BBC Delaware                  | Taizhou Sanfu Ship Engineering / SF 0081                        | 9357212    | 2007             | W. Bockstiegel Reederei | 2022: Aralia, so in Fahrt                                                             |
| Western Voyager               | CSC Jiangdong Shipyard / JD12000-9                              | 9384318    | 2007             | W. Bockstiegel Reederei | 2007: BBS Alabama, 2017: Pia, 2025: Ella                                              |
| BBC Vermont                   | Taizhou Sanfu Ship Engineering / SF 0083                        | 9357236    | 2008             | W. Bockstiegel Reederei | so in Fahrt                                                                           |
| BBC Louisiana                 | CSC Jiangdong Shipyard / JD12000-10                             | 9435105    | 2008             | W. Bockstiegel Reederei | 2017: Erik, 2024: Eva                                                                 |
| BBC Georgia                   | Taizhou Sanfu Ship Engineering / SF 0082                        | 9357224    | 2008             | W. Bockstiegel Reederei | so in Fahrt                                                                           |
| BBC Colorado                  | CSC Jiangdong Shipyard / JD12000-11                             | 9435117    | 2008             | W. Bockstiegel Reederei | 2017: Frieda, 2024: Industrial Ursula                                                 |
| BBC Alaska                    | Taizhou Sanfu Ship Engineering / SF0084                         | 9433262    | 2008             | W. Bockstiegel Reederei | 2013: Elbe, 2014: HHL Elbe, 2019: Hudsongracht, so in Fahrt                           |
| BBC Ohio                      | CSC Jiangdong Shipyard / JD12000-12                             | 9435129    | 2009             | W. Bockstiegel Reederei | 2017: Jannes, 2024: Industrial Katharina, so in Fahrt                                 |
| BBC Montana                   | Taizhou Sanfu Ship Engineering / SF0085                         | 9433274    | 2009             | W. Bockstiegel Reederei | 2013: Tyne, 2014: HHL Tyne, 2019: Humbergracht, so in Fahrt                           |
| BBC Florida                   | Taizhou Sanfu Ship Engineering / SF0086                         | 9433286    | 2009             | W. Bockstiegel Reederei | 2021: Mys Flora, so in Fahrt                                                          |
| BBC Maryland                  | Taizhou Sanfu Ship Engineering / SF0087                         | 9433298    | 2010             | W. Bockstiegel Reederei | so in Fahrt                                                                           |
| BBC Michigan                  | CSC Jiangdong Shipyard / JD12000-15                             | 9501241    | 2010             | W. Bockstiegel Reederei | 2014: Industrial Sabre, 2015: Michigan, 2016: BBC Michigan, so in Fahrt               |
| BBC Arizona                   | CSC Jiangdong Shipyard / JD12000-16                             | 9501253    | 2010             | W. Bockstiegel Reederei | 2014: Industrial Sailor, 2015: Arizona, 2015: BBC Arizona, 2023: Sivumut, so in Fahrt |
| BBC Oregon                    | CSC Jiangdong Shipyard / JD12000-17                             | 9501265    | 2010             | Briese Schiffahrt       | so in Fahrt                                                                           |
| BBC Virginia                  | CSC Jiangdong Shipyard / JD12000-18                             | 9501277    | 2011             | W. Bockstiegel Reederei | so in Fahrt                                                                           |
| >Daten: Equasis, grosstonnage |                                                                 |            |                  |                         |                                                                                       |